# Obojeni snovi
Obojeni snovi je četvrti album hrvatskog pjevača Borisa Novkovića koji sadrži 10 pjesama. Objavljen je 1989. godine.

## Popis pjesama
1. "Ne vjerujem tvojim usnama"
2. "Što je s princezom moje vrele mladosti (U tvojim očima)"
3. "Ajša"
4. "Iza hladnog pogleda"
5. "Utjeha"
6. "Prolazi godina"
7. "Odakle te znam"
8. "Srce zna" ("uvijek si bila jedina")
9. "Bezimena"
10. "Julija"